# Dióxido de azufre
El dióxido de azufre es un óxido cuya fórmula molecular es SO2. Es un gas incoloro con un característico olor irritante. Se trata de una sustancia reductora que con el tiempo, el contacto con el aire y la humedad se convierte en trióxido de azufre. La velocidad de esta reacción en condiciones normales es baja.
En agua se disuelve formando una disolución ácida. Puede ser concebido como el anhidruro de un hipotético ácido sulfuroso (H2SO3). Esto en analogía a lo que pasa con el ácido carbónico es inestable en disoluciones ácidas pero forma sales, los sulfitos y hidrogenosulfitos.

## Preparación
El dióxido de azufre se forma en el proceso de combustión del azufre y del sulfuro de hidrógeno:
S8 + 8 O2 → 8 SO2
2 H2S + 3 O2 → 2 H2O + 2 SO2
También puede obtenerse por el tostado de minerales sulfurados tales como la pirita (FeS), la wurtzita o la blenda (ambos ZnS), la galena (PbS), Calcantita (CuSO4) y el cinabrio (HgS):
4 FeS + 7 O2 → 2Fe2O3 + 4 SO2
2 ZnS + 3 O2 → 2 ZnO + 2 SO2
PbS + O2 → Pb + SO2
HgS + O2 → Hg + SO2
CuSO4•5H2O  → CuSO4 + 5 H2O (en este paso se libera agua al llevar hasta 250 °C).
Al mismo tiempo se produce dióxido de azufre (SO2):
2 CuSO4 → 2CuO + 2 SO2 + O2
Por reacción del ácido sulfúrico con cobre elemental:
Cu (s) + 2 H2SO4 (aq) → CuSO4 (aq) + SO2 (g) + 2 H2O (l)

## Reacciones
La oxidación del dióxido de azufre a trióxido de azufre en presencia de oxígeno es una reacción que ocurre en forma espontánea muy lentamente debido a su alta energía de activación. Para acelerar la reacción se utilizan catalizadores como pentóxido de vanadio (V2O5) o platino que permiten la oxidación del gas a medida que se produce el contacto con el catalizador sólido. Antiguamente se utilizaba como catalizador una mezcla de óxidos de nitrógeno gaseosos. La oxidación mediada por catalizadores es utilizada en la fabricación industrial de ácido sulfúrico.
SO2 + ½ O2  SO3
La oxidación del dióxido de azufre a trióxido de azufre puede producirse también por la reacción con ozono. La reacción ocurre en forma espontánea en las capas altas de la atmósfera. El trióxido de azufre al reaccionar con el agua presente en las nubes produce ácido sulfúrico, el cual disminuye el pH del agua y precipita en forma de lluvia ácida.
3 SO2 + O3 → 3 SO3
SO3 + H2O → H2SO4
La reacción del dióxido de azufre con hidróxido de sodio produce sulfito de sodio.
SO2 + 2 NaOH → Na2SO3 + H2O
La reducción del dióxido de azufre puede producirse en presencia de reductores como el ácido sulfhídrico, obteniéndose azufre elemental y agua.
SO2 (g) + 2 H2S (g) → 3 S + 2 H2O

## Usos
El dióxido de azufre tiene propiedades desinfectantes, por ello fue utilizado durante siglos en la desinfección por ejemplo de las cubas de vino quemando azufre en su interior. También se utiliza en la industria alimentaria como conservante y antioxidante (E220) generalmente de zumos, frutos secos, mermeladas, vino, etc.
Es un intermedio en la fabricación del ácido sulfúrico. Por reacción con cloro produce cloruro de sulfurilo (SO2Cl2), un importante intermedio en la industria química. Si se hace reaccionar con el cloro y compuestos orgánicos se pueden obtener en una reacción de clorosulfonación directa los clorosulfonatos como precursores de detergentes y otras sustancias. En estado líquido es un buen disolvente. Es un reductor usado en la potabilización del agua, que permite ayudar a eliminar metales pesados como el cromo hexavalente, mercurio y plomo.

## Aspectos medioambientales
El dióxido de azufre es el principal causante de la lluvia ácida ya que en la atmósfera es transformado en ácido sulfúrico.
Es liberado en muchos procesos de combustión ya que los combustibles como el carbón, el petróleo, el diésel o el gas natural contienen ciertas cantidades de compuestos azufrados. Por estas razones se intenta eliminar estos compuestos antes de su combustión por ejemplo mediante la hidrodesulfuración en los derivados del petróleo o con lavados del gas natural haciéndolo más "dulce".
Si a pesar de estos esfuerzos aún se generan cantidades importantes del gas se pueden aplicar lavados básicos p. ej. con leche de cal para retenerlo del aire de salida o transformándolo conjuntamente con sulfhídrico en azufre elemental (proceso de Claus). También los procesos metalúrgicos liberan ciertas cantidades de este gas debido a que se emplean frecuentemente los metales en forma de sulfuros. En la naturaleza el dióxido de azufre se encuentra sobre todo en las proximidades de los volcanes y las erupciones pueden liberar cantidades importantes.
Otros elementos que pueden ocasionar contaminación del aire en las ciudades lo constituyen el monóxido de carbono, el dióxido de nitrógeno, el ozono, el plomo y el sulfuro de hidrógeno. El dióxido de azufre se utiliza para fines muy diversos, por ejemplo, como agente reductor en metalurgia, como frigorígeno en la industria del frío, como desinfectante y blanqueador, para la conservación de sustancias alimenticias, como decolorante y fumigante. El dióxido de azufre es uno de los compuestos más importantes de la industria química. 98% del SO2 técnico se utiliza para la producción de trióxido de azufre como precursor del ácido sulfúrico.

## Aspectos toxicológicos
El dióxido de azufre es un gas irritante y tóxico. Afecta sobre todo a las mucosidades y los pulmones provocando ataques de tos. Si bien este es absorbido principalmente por el sistema nasal, la exposición de altas concentraciones por cortos períodos de tiempo puede irritar el tracto respiratorio, causar bronquitis y congestionar los conductos bronquiales de los asmáticos. La concentración máxima permitida en los lugares de trabajo es de 2 ppm. 
- El valor IDLH (Peligroso Para la Vida)
- Valor letal 100 ppm (262mg/m³)
- Umbral de olor 0,5 ppm (1 mg/m³) (es detectado por el olfato humano)